# پل لئوتو
پل لئوتو (به فرانسوی: Paul Léautaud) نویسنده قرن نوزدهم میلادی اهل فرانسه است.

## آثار
- در سوگ پدرم
- دوستان کوچولو